# Eldred Point
Der Eldred Point ist eine vereiste Landspitze an der Ruppert-Küste des westantarktischen Marie-Byrd-Lands. Sie markiert die Westflanke der Mündung des Land-Gletschers in die Land Bay.
Der United States Geological Survey kartierte sie anhand eigener Vermessungen und Luftaufnahmen der United States Navy aus den Jahren von 1959 bis 1965. Das Advisory Committee on Antarctic Names benannte die Landspitze 1972 nach David Thomas Eldred (1937–2009), einem Mitglied der Unterstützungsmannschaft der US Navy, die 1958, 1965 und 1969 auf der McMurdo-Station überwinterte.